# Bundesstraße 230
De Bundesstraße 230 (kortweg B230) is een Duitse bundesstraße die van de Nederlands-Duitse grens bij Elmpt via Mönchengladbach naar Neuss loopt.

## Geschiedenis
Tussen 1840 en 1842 werd het gedeelte tussen Mönchengladbach en Neuss van de huidige B230 als Chaussee gebouwd. In 1845 volgde het gedeelte tussen Mönchengladbach en Roermond.
In 1937 werd de weg opgewaardeerd tot Reichsstraße, en kreeg het nummer R230. De Reichsstraße 230 verliep in eerste instantie van de Nederlands-Duitse grens tot Mönchengladbach. Pas in de jaren 70 liep het nummer 230 door tot Neuss.
Momenteel wordt de weg vervangen door de verlenging van de BAB 52 vanwege het vele verkeer tussen Roermond en Duitsland. Dit nieuwe stuk loopt vanaf de (nieuwe)N280-oost naar Elmpt en sluit daar aan op de huidige BAB 52 richting Düsseldorf. Zo krijgt Roermond een goede verbinding met Duitsland.
B1 · B3 · B7 · B8 · B9 · B10 · B26 · B27 · B35 · B37 · B38 · B39 · B40 · B41 · B42 · B43 · B43a · B44 · B45 · B47 · B48 · B49 · B50 · B51 · B52 · B53 · B54 · B55 · B55a · B56 · B56n · B57 · B58 · B59 · B61 · B62 · B63 · B64 · B65 · B66 · B66n · B67 · B68 · B70 · B80 · B83 · B84 · B219 · B220 · B221 · B223 · B224 · B225 · B226 · B227 · B228 · B229 · B230 · B231 · B233 · B234 · B235 · B236 · B237 · B238 · B239 · B241 · B249 · B250 · B251 · B252 · B253 · B254 · B255 · B256 · B257 · B258 · B259 · B260 · B261 · B262 · B263 · B264 · B265 · B266 · B267 · B268 · B269 · B270 · B271 · B272 · B274 · B275 · B277a · B278 · B279 · B284 · B288 · B323 · B324 · B326 · B327 · B399 · B400 · B403 · B405 · B406 · B407 · B409 · B410 · B411 · B412 · B413 · B414 · B416 · B417 · B418 · B419 · B420 · B421 · B422 · B423 · B424 · B426 · B427 · B428 · B429 · B448 · B449 · B450 · B451 · B452 · B453 · B454 · B455 · B456 · B457 · B458 · B459 · B460 · B469 · B473 · B474 · B475 · B476 · B477 · B478 · B479 · B480 · B481 · B482 · B483 · B484 · B485 · B486 · B487 · B488 · B489 · B499 · B504 · B506 · B507 · B508 · B509 · B510 · B511 · B513 · B514 · B515 · B516 · B517 · B519 · B520 · B521 · B525 · B528 · B611